# マーク・コパーニ
マーク・コパーニ（Mark Copani、1981年11月7日 - ）はアメリカの元プロレスラー。ヨルダン・アンマン生まれ、アメリカ合衆国・ニューヨーク州出身。父親がイタリア人、母親がヨルダン人で、イタリア系アメリカ人かつアラブ系アメリカ人でもある。プロレスラーのキャリアにおいて、リングネームモハメド・ハッサン(Muhammad Hassan)としてWWEでの活躍が最も知られる。

## 経歴
プロレスデビューは2003年2月。WWE下部組織であるOVWに所属し、マーク・マグナス(Mark Magnus)のリングネームで活動していた。
2004年12月13日にRAWに登場。アラブ系のギミック、リングネームに変更し、マネージャーにデバリを伴って登場する。アメリカ同時多発テロ事件以降アラブ系への差別が激しくなったことを前面に打ち出し、ヒールとして活動を開始する。アメリカの愛国心に関わるヒールであったため、以降WWEのトップレスラーと次々と抗争を開始する。
ニュー・イヤーズ・レボリューションでのジェリー・ローラー戦や、アメコミヒーローのザ・ハリケーン、サージェント・スローターとの戦い、トップレスラーであるクリス・ジェリコらと次々に戦い、勝利した。
2005年のロイヤルランブルではハッサンがリングに登場するとそれまで戦っていたレスラーが手を止め、全員でハッサンを取り囲んで攻撃するなど、この時期には既にトップヒールの地位にあった（しかし、アッラーに祈りをささげたハッサンに一斉に攻撃を加えたため、インターネット上では物議を醸した）。レッスルマニア21では、出場できないことが差別であると主張してユージンにキャメルクラッチを仕掛けたところにハルク・ホーガンが登場。デバリとともに戦った。レッスル・マニア後はRAWを代表するスーパースターであるショーン・マイケルズと抗争。バックラッシュではデバリと組んでホーガン、マイケルズのドリームタッグと戦った。バックラッシュ後もバティスタ、シェルトン・ベンジャミンとのIC王座戦、スマックダウンから移籍してきたジョン・シナと次々と抗争する。
2005年6月23日にデバリとともにスマックダウンに移籍する。スマックダウンではジ・アンダーテイカーと抗争を開始したが、7月7日にロンドン同時爆破テロがあったこともあり、テロリストを連想させるハッサンとデバリのTV出演を放送局が拒否し、TVから姿を消す。グレート・アメリカン・バッシュでのテイカー戦を最後にスマックダウンから去り、OVWへ降格する。
OVW降格後の9月、レスラーとして引退して俳優を目指すようになった。
2018年4月28日にインディー団体、『The Dynasty』で13年ぶりに現役復帰を果たした。
2019年に再び現役引退を発表した。

その時期の米国の状況から、アラブ系のキャラクターとして活躍するハッサンはWWEでは一貫してヒールであったが、敗北数はとても少なかった。実際ハッサンに勝利したのはジョン・シナとジ・アンダーテイカー、クリス・ベノワ（DQ）ぐらいである。

## 得意技
- キャメルクラッチ
- フラットライナー

## 獲得タイトル
- OVWヘビー級王座 : 1回